# Saint-Ouen metróállomás
A Saint-Ouen egy metróállomás Franciaországban, Párizsban a párizsi metró 14-es metróvonalán. Tulajdonosa és üzemeltetője a RATP.

## Metróvonalak
Az állomást az alábbi metróvonalak érintik:
- 14-es metróvonal

## Kapcsolódó állomások
A metróállomáshoz az alábbi állomások vannak a legközelebb:
- Mairie de Saint-Ouen (Saint-Denis Pleyel, 14-es metróvonal)
- Porte de Clichy metróállomás (Aéroport d'Orly, 14-es metróvonal)

## Képgaléria

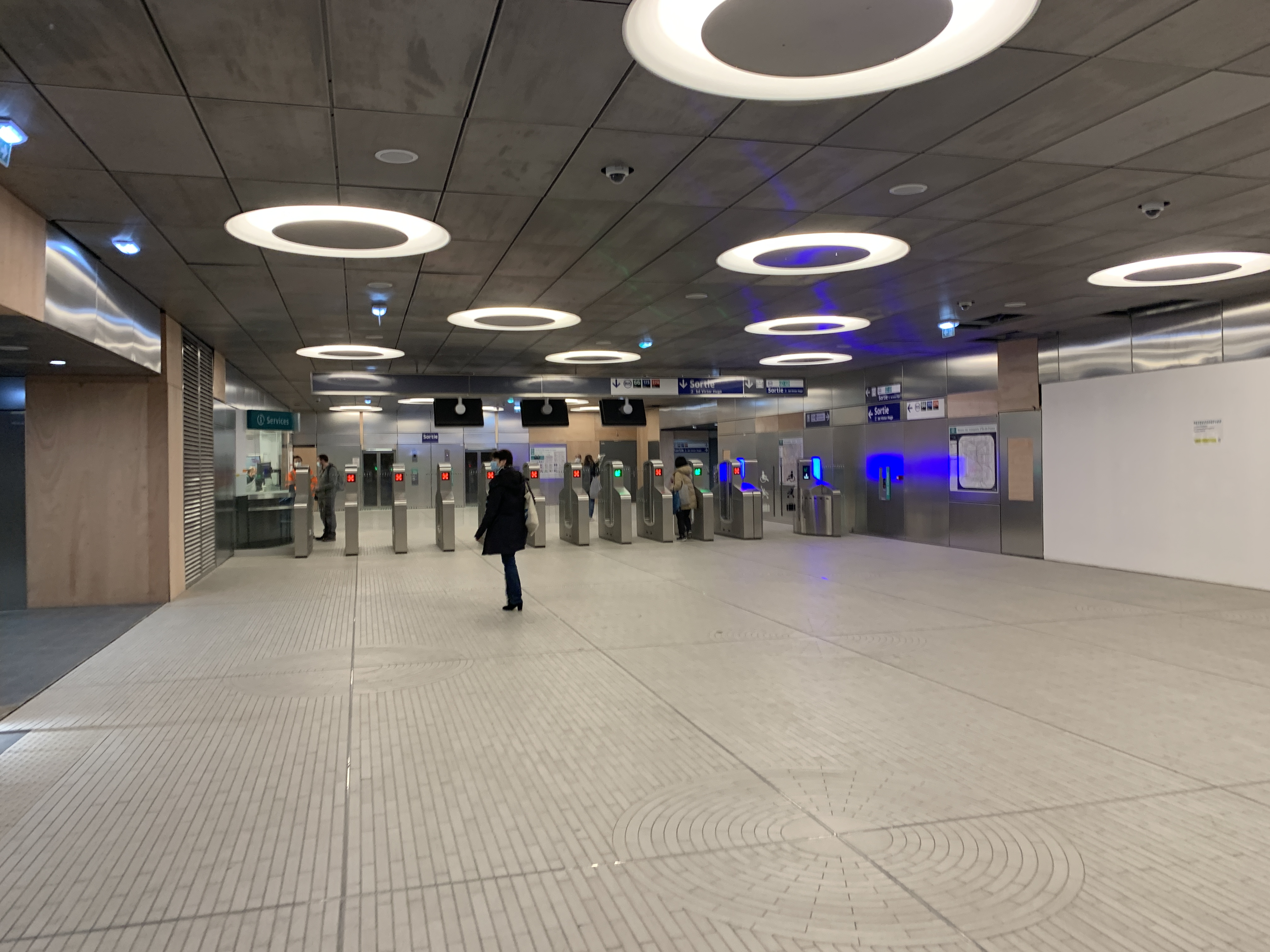
Peronkapuk az állomáson
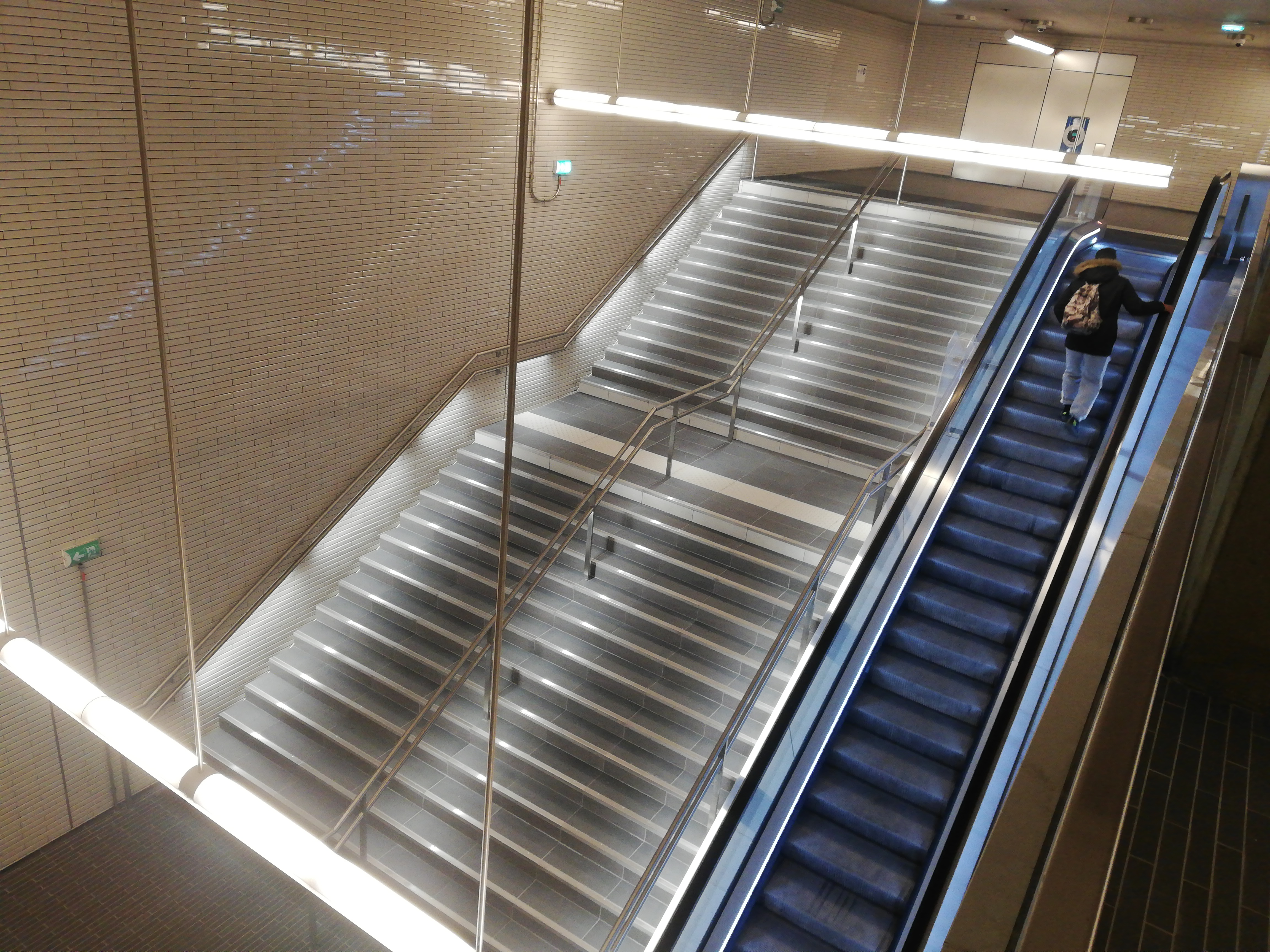
Lépcsők a RER C felé
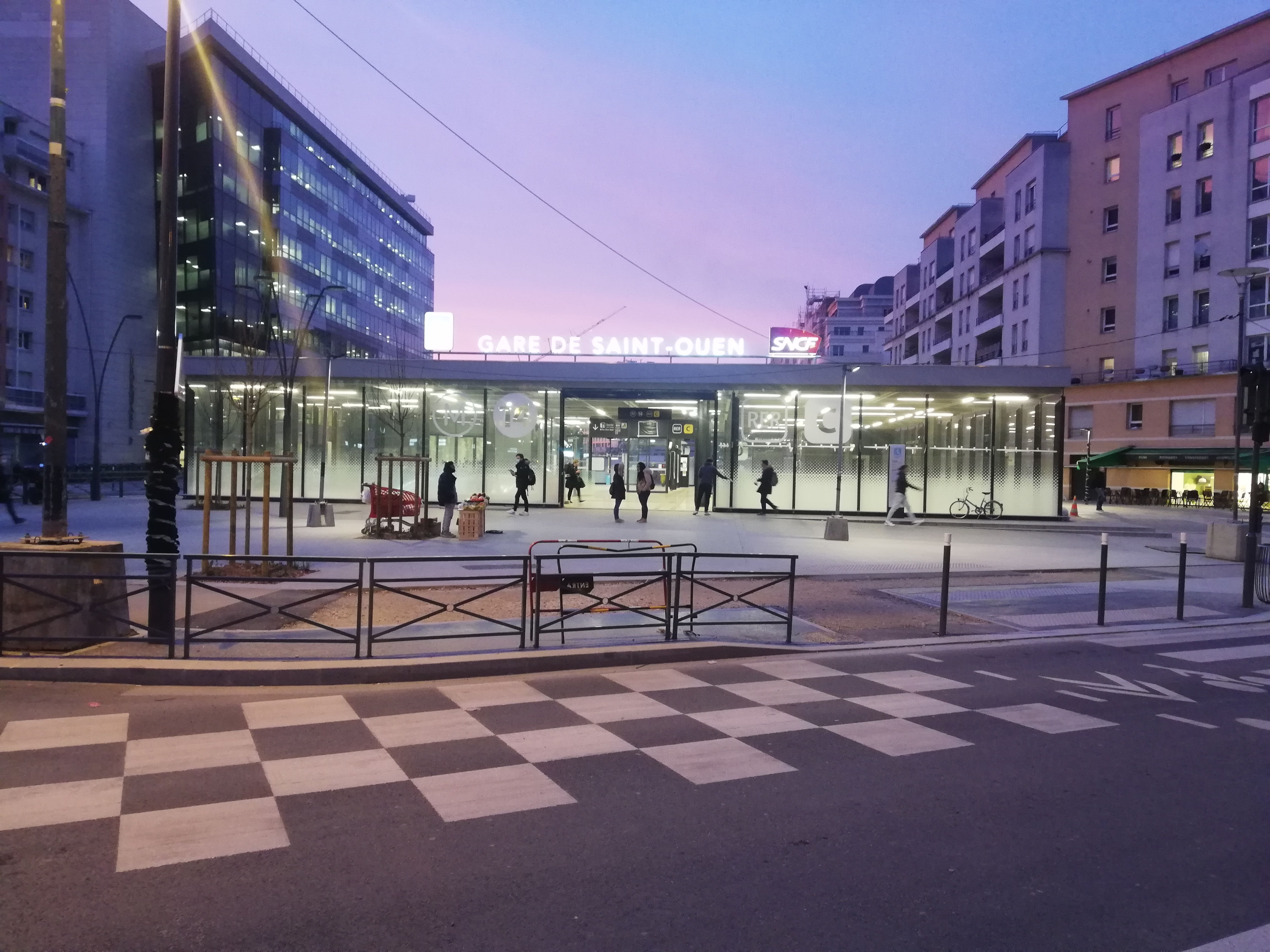
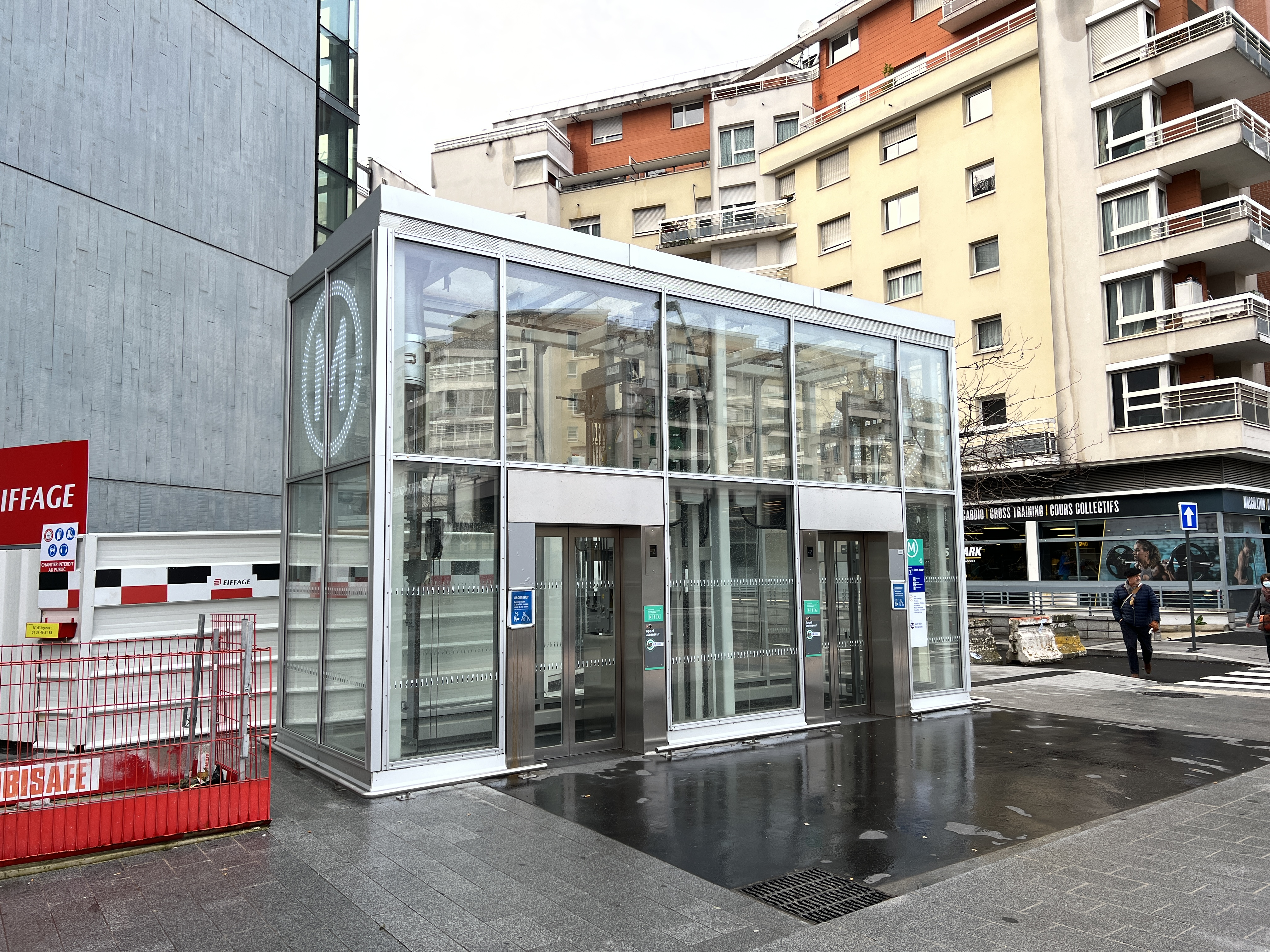
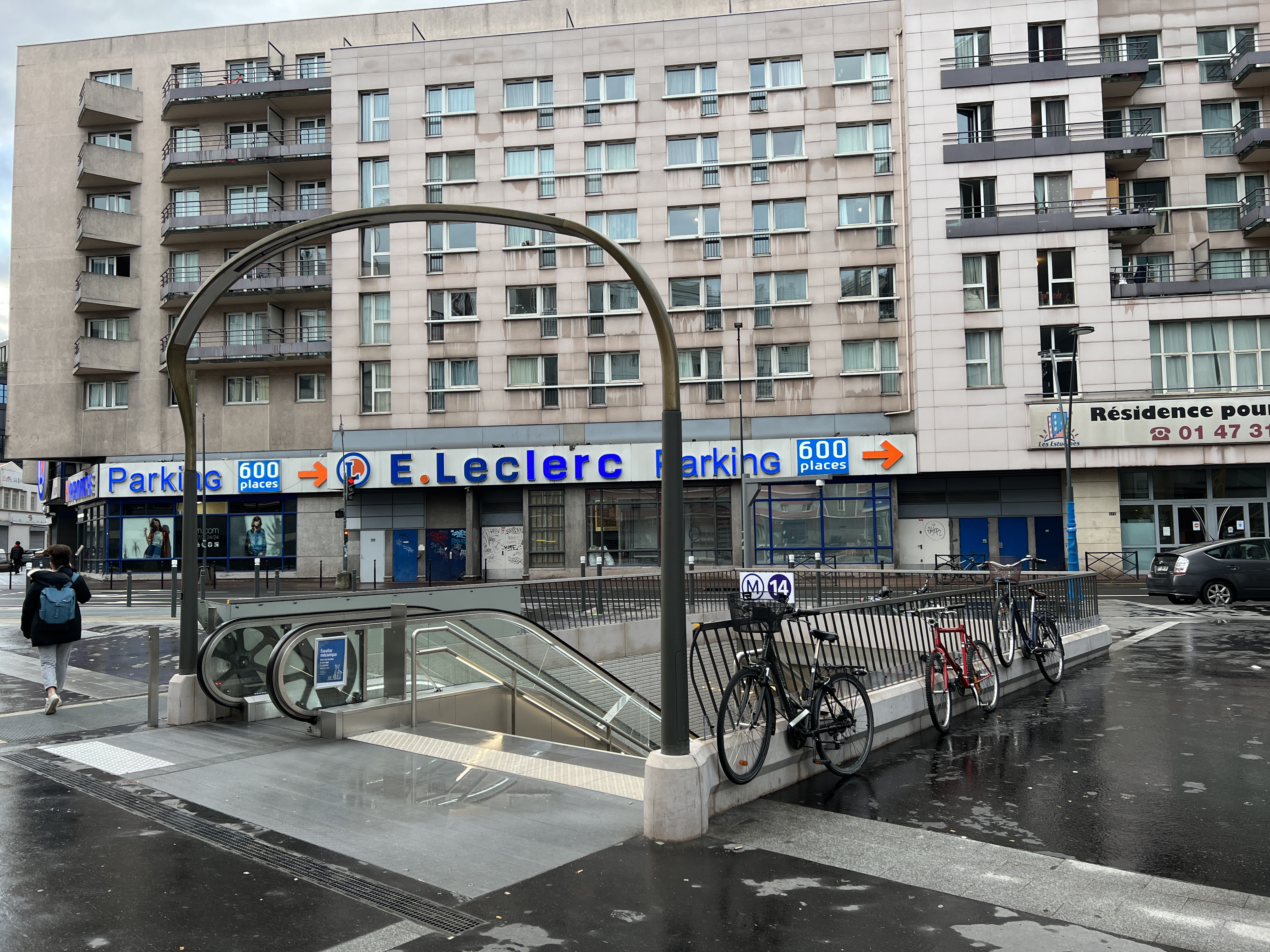
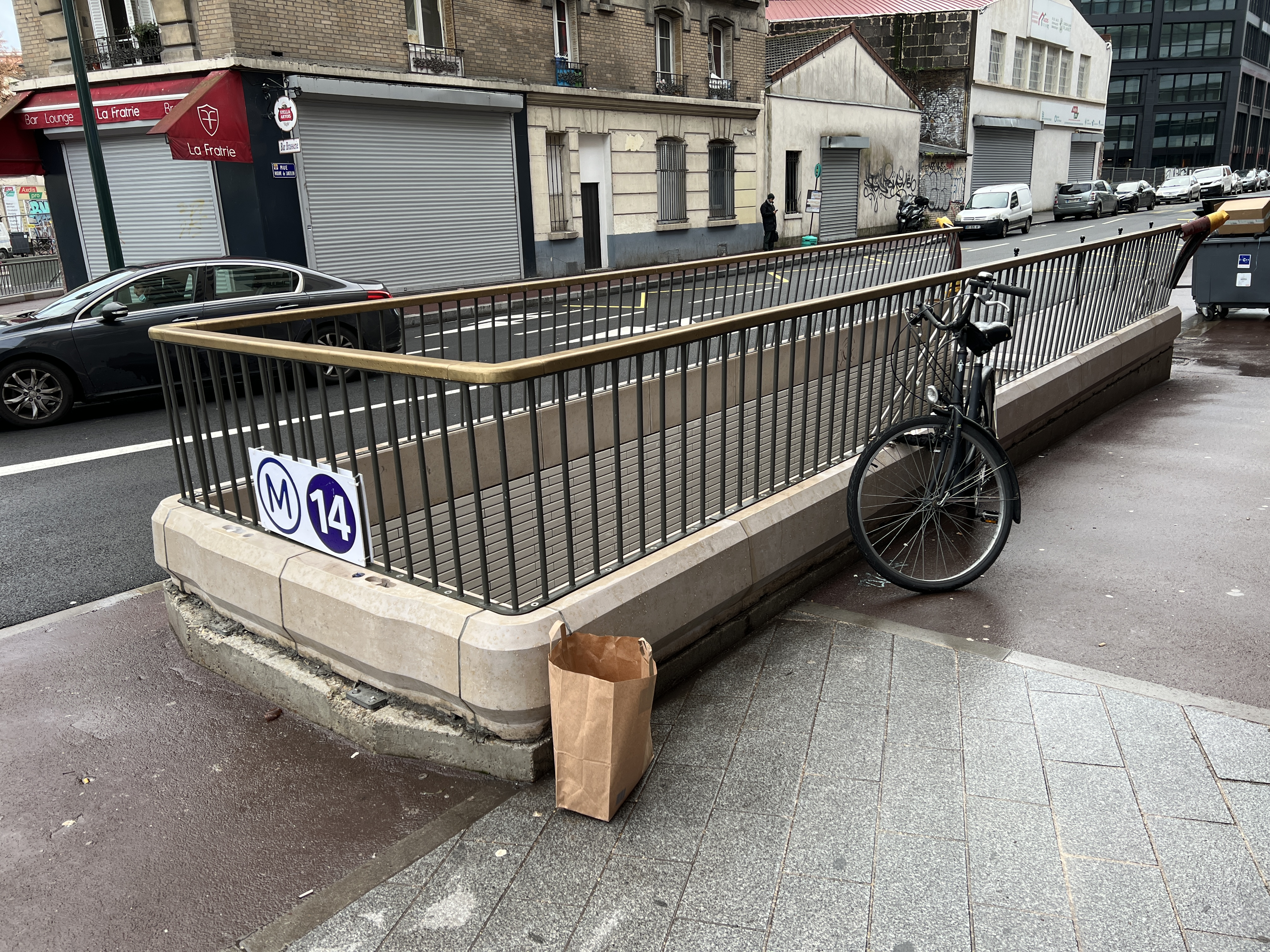
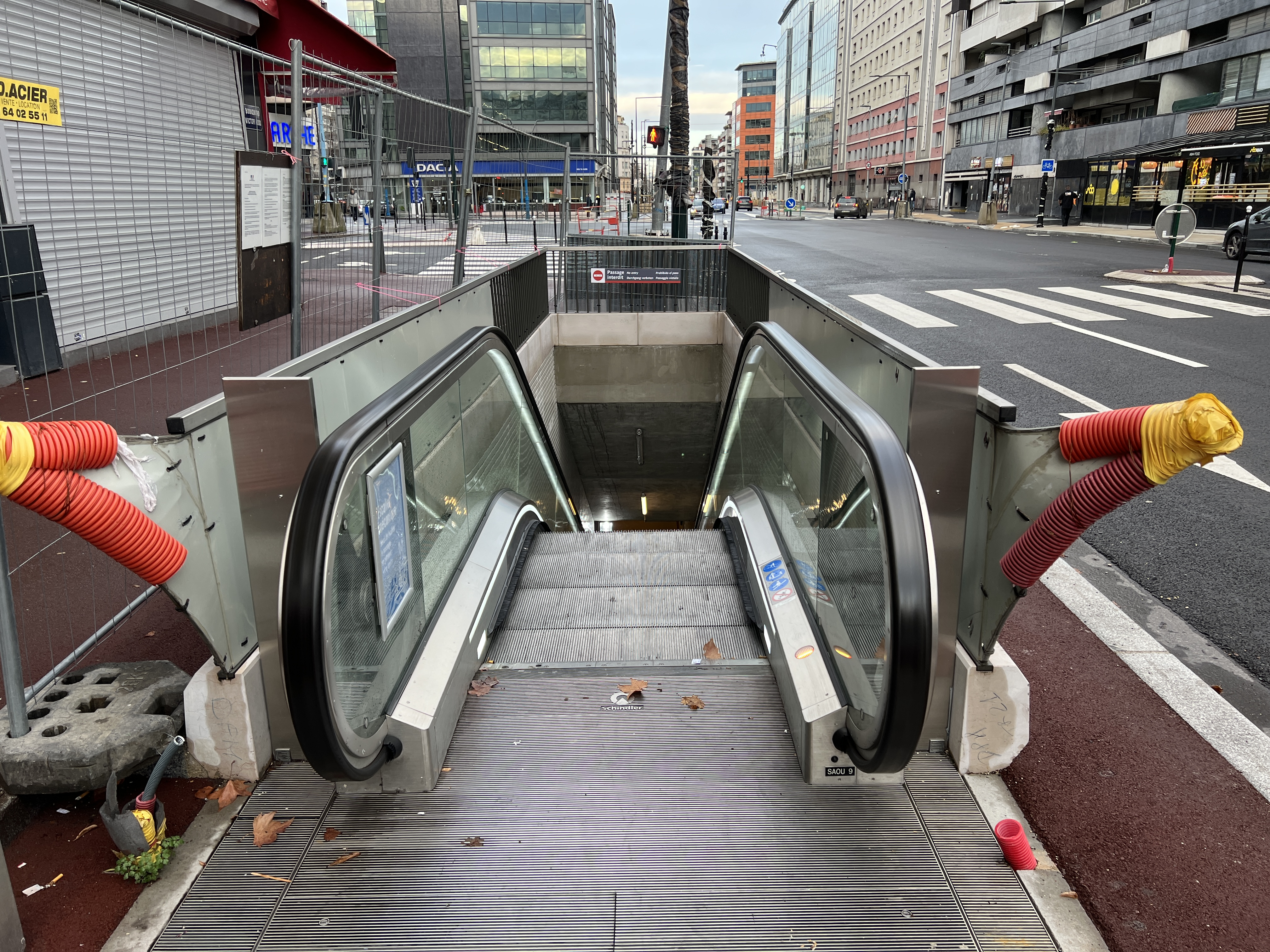
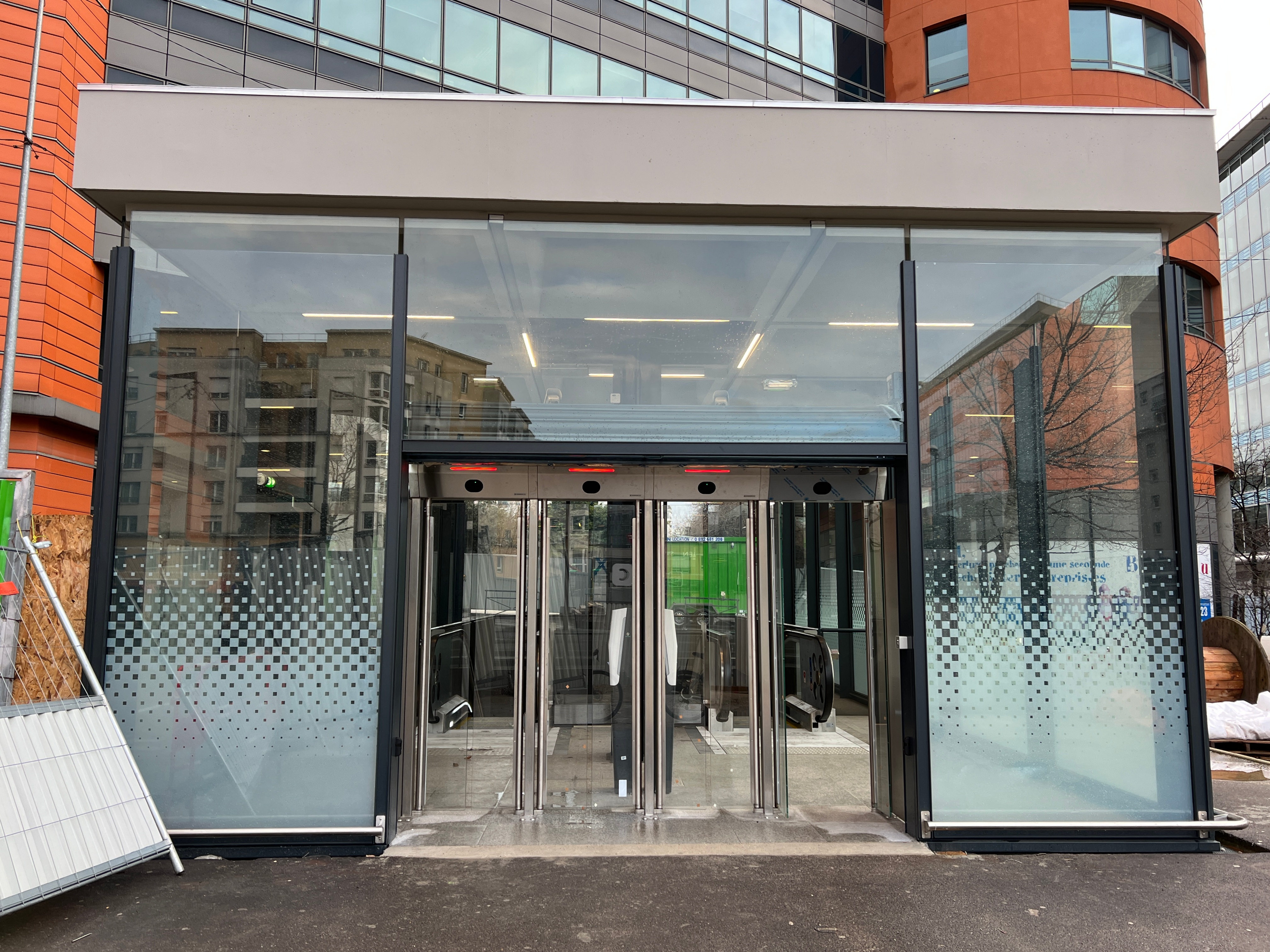
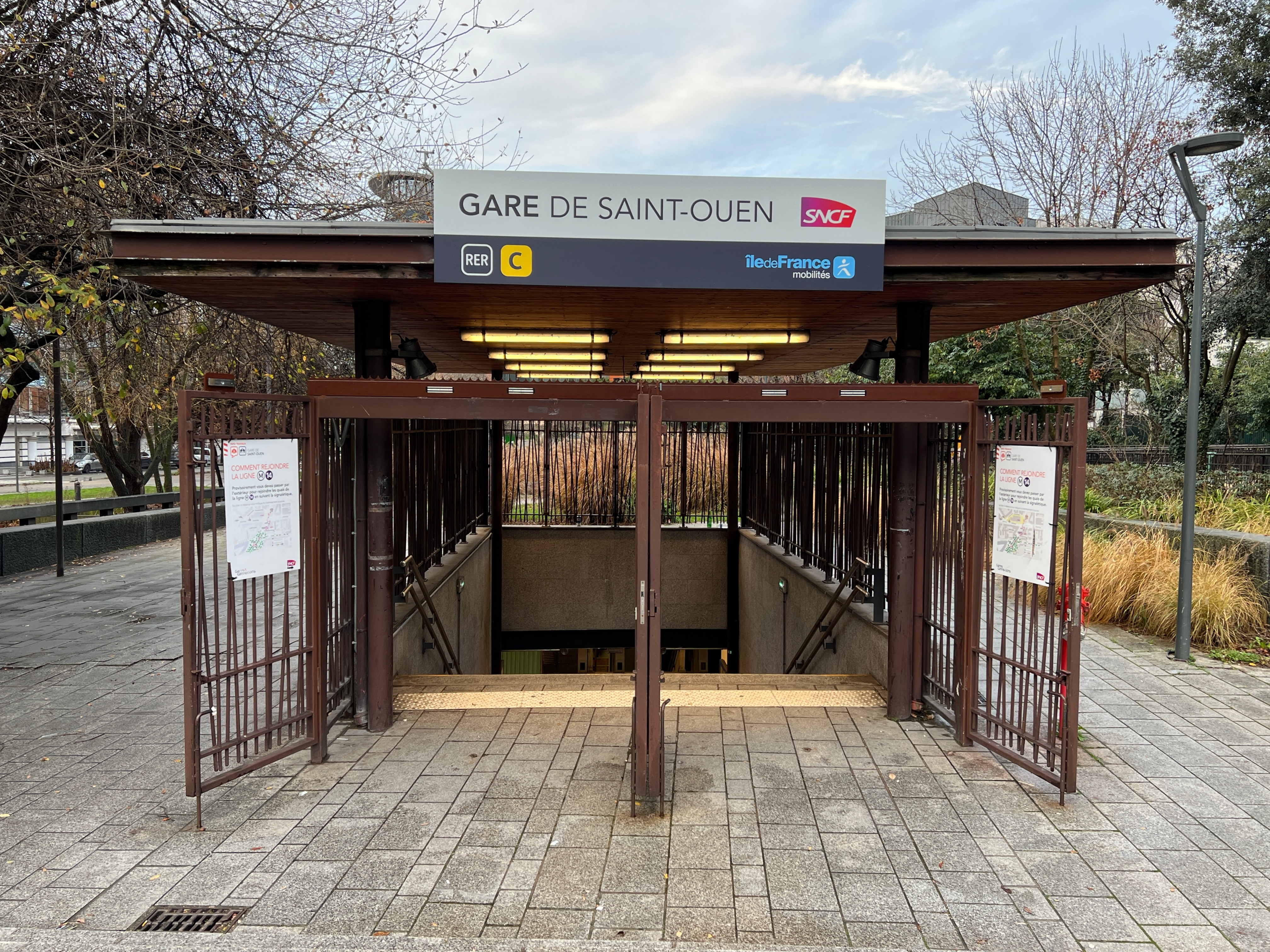